# Saint-Nazaire-de-Ladarez
Saint-Nazaire-de-Ladarez (okzitanisch: Sant Nazari de las Avelhanas) ist eine französische Gemeinde mit 321 Einwohnern (Stand: 1. Januar 2022) im Département Hérault in der Region Okzitanien. Sie gehört zum Arrondissement Béziers und zum Kanton Cazouls-lès-Béziers. Die Einwohner werden Saint-Nazairiens genannt.

## Geographie
Die Gemeinde Saint-Nazaire-de-Ladarez liegt in den südlichsten Ausläufern der Cevennen im Regionalen Naturpark Haut-Languedoc, etwa 17 Kilometer nordnordwestlich von Béziers. An der südöstlichen Gemeindegrenze verläuft das Flüsschen Rieutort. Umgeben wird Saint-Nazaire-de-Ladarez von den Nachbargemeinden Les Aires im Norden und Nordosten, Cabrerolles im Osten, Murviel-lès-Béziers im Südosten, Causses-et-Veyran im Süden, Roquebrun im Westen sowie Vieussan im Nordwesten.
Die Reben in der Gemeinde gehören zum Weinbaugebiet Saint-Chinian.

## Bevölkerungsentwicklung
| Jahr                       | 1962 | 1968 | 1975 | 1982 | 1990 | 1999 | 2009 | 2020 |
| Einwohner                  | 491  | 465  | 379  | 345  | 361  | 331  | 341  | 322  |
| Quellen: Cassini und INSEE |      |      |      |      |      |      |      |      |

## Persönlichkeiten
- Madeleine Laissac (1900–1971), Politikerin